# Subespacio invariante

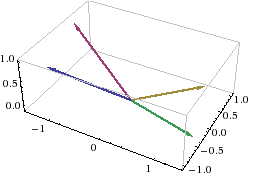
Gráfica de dos vectores y sus respectivas transformaciones mediante una rotación respecto al eje z. El vector contenido en el plano xy (amarillo) tiene una transformada (verde) en el mismo plano

En álgebra lineal, un subespacio invariante es un subespacio vectorial que contiene las transformadas de sus vectores, dada la aplicación lineal correspondiente.
Si se tienen un subespacio S y una aplicación f, de manera que las transformadas de los vectores de S a través de f pertenecen al mismo S, se dice que el subespacio S es f-invariante, o invariante por f.

## Definición
Sea {\displaystyle \mathbb {V} } un conjunto de vectores sobre el cual está definida una estructura de espacio vectorial. Dado un endomorfismo {\displaystyle f:\mathbb {V} \to \mathbb {V} } se dice que
| Un subespacio {\displaystyle S} de {\displaystyle \mathbb {V} } es un subespacio invariante por {\displaystyle f} (o f-invariante) si para todo vector {\displaystyle \mathbf {s} \in S} se cumple que {\displaystyle f(\mathbf {s} )\in S}. |

En otras palabras, {\displaystyle S} es un subespacio invariante si {\displaystyle f(S)\subseteq S}.

## Ejemplos
- Consideremos {\displaystyle \mathbb {V} =\mathbb {R} ^{3}} y f una aplicación lineal que rota un vector dado alrededor del eje z. Notemos que el plano xy (llamémoslo {\displaystyle S=\{(x,y,z)\in \mathbb {R} ^{3}:z=0\}}) es un subespacio de {\displaystyle \mathbb {V} }.

Al rotar un vector cualquiera de este plano alrededor del eje z se obtiene otro vector en el mismo plano. Es decir que para todo {\displaystyle \mathbf {s} \in S} se tiene que {\displaystyle f(\mathbf {s} )\in S}, o bien, si transformamos cualquier vector contenido en xy obtenemos otro vector también contenido en este plano. Por lo tanto, el plano S es f-invariante.
- El núcleo de una aplicación lineal f es un subespacio f-invariante.

| Demostración |
| Si definimos {\displaystyle f:\mathbb {V} \to \mathbb {V} } entonces su núcleo está dado por el conjunto {\displaystyle \mathrm {Ker} (f)=\{\mathbf {v} \in \mathbb {V} :f(\mathbf {v} )=\mathbf {0} \}} donde 0 es el vector nulo definido en {\displaystyle \mathbb {V} }. Para toda aplicación lineal se cumple que {\displaystyle f(\mathbf {0} )=\mathbf {0} }, entonces {\displaystyle \mathbf {0} \in \mathrm {Ker} (f)}, como {\displaystyle \mathbf {0} =f(\mathbf {v} )\Longrightarrow f(\mathbf {v} )\in \mathrm {Ker} (f)} y {\displaystyle \mathrm {Ker} (f)} es f-invariante ya que toda imagen de un vector del núcleo también pertenece a él. |
- La imagen de una aplicación lineal también es un subespacio invariante frente la aplicación en cuestión.

| Demostración |
| Sea f un endomorfismo. Podría ocurrir que todo vector de la imagen tuviera a su vez una transformada, en cuyo caso {\displaystyle f{\big (}\mathrm {Im} (f){\big )}=\mathrm {Im} (f)} y concluiría la demostración. No obstante, podría ser que sólo algunos vectores tuvieran imagen. Veamos que es imposible que, en un endomorfismo, ninguno la tenga, puesto que el vector nulo siempre tiene como imagen al vector nulo, por lo tanto pertenece a la imagen de f y a su vez podemos volver a aplicar f al vector de la imagen para obtener cero nuevamente. Como {\displaystyle \mathbf {0} \in \mathrm {Im} (f)\Longrightarrow \{\mathbf {0} \}\subset \mathrm {Im} (f)}. Conclusión: {\displaystyle f{\big (}\mathrm {Im} (f){\big )}\subseteq \mathrm {Im} (f)} y queda demostrado que {\displaystyle \mathrm {Im} (f)} es f-invariante. |
- Consideremos ahora una aplicación lineal f con un vector propio v. El subespacio generado por v es un subespacio f-invariante.

| Demostración |
| Se puede comprobar que el conjunto {\displaystyle S_{\lambda }=\{\mathbf {v} \in \mathbb {V} :f(\mathbf {v} )=\lambda \mathbf {v} ,\ \lambda \in \mathbb {K} \}} (con {\displaystyle \mathbb {K} } el cuerpo sobre el cual están definidos los escalares en {\displaystyle \mathbb {V} }) es un subespacio de {\displaystyle \mathbb {V} } (basta con comprobar que el elemento neutro e inverso para la suma, así como la suma de dos vectores y el producto de un vector por un escalar están contenidos en {\displaystyle S_{\lambda }}). Este conjunto se llama espacio propio asociado al autovalor {\displaystyle \lambda }. Es simple demostrar que es invariante, ya que para todo {\displaystyle \mathbf {v} \in S_{\lambda }} su transformada {\displaystyle T(\mathbf {v} )=\lambda \mathbf {v} \in S_{\lambda }}, basta ver que {\displaystyle T(\lambda \mathbf {v} )=\lambda T(\mathbf {v} )=\lambda \cdot (\lambda \mathbf {v} )}. En conclusión, todo autovector transformado también es autovector y, por lo tanto, el espacio {\displaystyle S_{\lambda }} que generan es invariante. |
- Dado un polinomio {\displaystyle p\in \mathbb {K} [t]}, el núcleo y la imagen de la aplicación resultante de aplicar {\displaystyle p} a {\displaystyle f}, {\displaystyle \ker p(f)} y {\displaystyle \operatorname {Im} p(f)}, son subespacios {\displaystyle f}-invariantes.

| Demostración |
| Veamos la invariancia del núcleo, que denotaremos {\displaystyle F=\ker p(f)}: Sea {\displaystyle u\in F\Leftrightarrow (p(f))(u)=0\quad (*)}. Veamos que {\displaystyle f(u)\in F\Leftrightarrow (p(f))(f(u))=0}. {\displaystyle (p(f))(f(u))=(p(f)\circ f)(u)=(f\circ p(f))(u)=f((p(f))(u)){\overset {(*)}{=}}f(0){\overset {f{\text{ lineal}}}{=}}0}, por lo que tenemos lo que queríamos. Veamos ahora la invariancia de la imagen, que denotaremos {\displaystyle G=\operatorname {Im} p(f)}: Sea {\displaystyle u\in G\Leftrightarrow \exists v\in E} tal que {\displaystyle u=(p(f))(v).} Veamos que {\displaystyle f(u)\in G}: {\displaystyle f(u)=f((p(f))(v))=(f\circ p(f))(v)=(p(f)\circ f)(v)=(p(f))(f(v))\Rightarrow \exists f(v)\in E} tal que {\displaystyle f(u)=(p(f))(f(v))\Rightarrow f(u)\in G\quad \square } |

- Vamos a un ejemplo más concreto, consideremos la transformación lineal {\displaystyle T:\mathbb {R} ^{3}\to \mathbb {R} ^{3}} definida como T(x)=A x donde {\displaystyle A={\begin{bmatrix}1&0&0\\0&1&3\\0&-4&5\end{bmatrix}}} entonces el subespacio generado por el vector (1,0,0) es un subespacio invariante frente a T, ya que el vector mencionado es un autovector de T (está asociado al autovalor 1, se ve que {\displaystyle T\left({\begin{smallmatrix}1\\0\\0\end{smallmatrix}}\right)=\left({\begin{smallmatrix}1\\0\\0\end{smallmatrix}}\right)} ).
- Generalizando el ejemplo anterior, dada la Forma canónica de Jordan de una transformación lineal, cada uno de los subespacios asociados a los bloques de Jordan son subespacios invariantes frente a la transformación en cuestión.

### Simetrías
- Consideremos el plano R2 y la transformación lineal que a cada vector de dicho plano le asigna su reflexión respecto al eje y, es decir T(x,y)=(-x,y). El subespacio generado por el vector (1,0) es T-invariante, mientras que (1,1) no.
- Consideremos el plano R2 y la transformación lineal que a cada vector de dicho plano le asigna la reflexión respecto al origen de coordenadas, es decir T(x,y)=(-x,-y). Entonces todo subespacio de R2 es invariante frente a dicha reflexión.

## Observación
Notemos que la palabra «invariante» puede generar confusión en el siguiente sentido: un subespacio puede ser invariante y sin embargo «variar» bajo la transformación en cuestión. Esto es posible dado que la condición para que el subespacio sea invariante es {\displaystyle T(S)\subseteq S} y no {\displaystyle T(S)=S}.

## Descomposición en subespacios invariantes
Dado cualquier endomorfismo de un espacio vectorial {\displaystyle E}, siempre se puede descomponer {\displaystyle E} como suma directa de subespacios invariantes por {\displaystyle f}. En esta sección veremos la demostración de ello.
Notemos en primer lugar que todo endomorfismo de {\displaystyle E} tiene algún polinomio anulador. Por ejemplo, por el teorema de Cayley-Hamilton el polinomio característico de {\displaystyle f} lo es. Además, hace falta tener en cuenta que para cualquier polinomio, {\displaystyle \ker p(f)} es {\displaystyle f}-invariante (está demostrado más arriba). Por último, necesitaremos utilizar que todo polinomio se puede descomponer en factores irreducibles y el teorema de Bézout aplicado a polinomios, que afirma que si {\displaystyle d} es el máximo común divisor de dos polinomios {\displaystyle p_{1},p_{2}\in \mathbb {K} [t]}, entonces existen polinomios {\displaystyle q_{1},q_{2}\in \mathbb {K} [t]} tales que {\displaystyle d=q_{1}p_{1}+q_{2}p_{2}}.
Con todo esto, ya podemos enunciar y demostrar el teorema importante:
| Sean {\displaystyle E} un espacio vectorial sobre {\displaystyle \mathbb {K} } de dimensión finita {\displaystyle n}, {\displaystyle f} un endomorfismo de {\displaystyle E} y {\displaystyle p\in \mathbb {K} [t]} un polinomio que descompone en factores irreducibles como {\displaystyle p=p_{1}\dots p_{r}} (suponiendo que {\displaystyle \operatorname {mcd} (p_{i},p_{j})=1} si {\displaystyle i\neq j} ). Entonces, {\displaystyle \ker p(f)=\ker p_{1}(f)\oplus \dots \oplus \ker p_{r}(f)} |
| Vemos el resultado por inducción sobre {\displaystyle r}. {\displaystyle r=1:} Si {\displaystyle r=1}, tenemos que el teorema en este caso afirma que {\displaystyle \ker p(f)=\ker p(f)}, lo que es trivial. {\displaystyle r=2:} Tenemos que {\displaystyle p=p_{1}p_{2}}, con {\displaystyle 1=\operatorname {mcd} (p_{1},p_{2})}. Podemos aplicar entonces el teorema de Bézout: {\displaystyle \exists q_{1},q_{2}\in \mathbb {K} [t]} tales que {\displaystyle 1=q_{1}p_{1}+q_{2}p_{2}}. Si tomamos la anterior expresión y la aplicamos a {\displaystyle f}, tenemos que {\displaystyle \operatorname {Id} =q_{1}(f)\circ p_{1}(f)+q_{2}(f)\circ p_{2}(f)}. Tomamos ahora {\displaystyle u\in E} arbitrario. Aplicando ahora la anterior expresión en {\displaystyle u} obtenemos que {\displaystyle u={\underset {u_{1}}{\underbrace {(q_{1}(f)\circ p_{1}(f))(u)} }}+{\underset {u_{2}}{\underbrace {(q_{2}(f)\circ p_{2}(f))(u)} }}\quad (*)} Queremos ver que {\displaystyle \ker p(f)=\ker p_{1}(f)\oplus \ker p_{2}(f)}. Veamos las dos inclusiones y la suma directa por separado. {\displaystyle (\supseteq )} Queremos ver que {\displaystyle \ker p(f)\supseteq \ker p_{1}(f)+\ker p_{2}(f)}. Como {\displaystyle \ker p(f)} es un subespacio vectorial, basta ver que {\displaystyle \ker p_{1}(f),\ker p_{2}(f)\subseteq \ker p(f)}. Lo vemos para {\displaystyle \ker p_{1}(f)} y es análogo para {\displaystyle \ker p_{2}(f)}. Sea {\displaystyle v\in \ker p_{1}(f)} arbitrario. Queremos ver que {\displaystyle v\in \ker p(f)\Leftrightarrow (p(f))(v)=0}. {\displaystyle (p(f))(v)=(p_{2}(f)\circ p_{1}(f))(v){\overset {v\in \ker p_{1}(f)}{=}}(p_{2}(f))(0){\overset {\text{lineal}}{=}}0\Rightarrow v\in \ker p(f)}. Por tanto, {\displaystyle \ker p_{1}(f),\ker p_{2}(f)\subseteq \ker p(f)\Rightarrow \ker p(f)\supseteq \ker p_{1}(f)+\ker p_{2}(f)}. {\displaystyle (\subseteq )} Queremos ver que {\displaystyle \ker p(f)\subseteq \ker p_{1}(f)+\ker p_{2}(f)}. Sea {\displaystyle u\in \ker p(f)}. Por {\displaystyle (*)}, tenemos que {\displaystyle u=u_{1}+u_{2}}, con {\displaystyle \left\{{\begin{matrix}u_{1}=(q_{1}(f)\circ p_{1}(f))(u)\\u_{2}=(q_{2}(f)\circ p_{2}(f))(u)\end{matrix}}\right.} Observamos que {\displaystyle (p_{2}(f))(u_{1})=(p_{2}(f)\circ q_{1}(f)\circ p_{1}(f))(u)=q_{1}(f)(p_{2}(f)\circ p_{1}(f))(u)=q_{1}((p(f))(u)){\overset {u\in \ker p(f)}{=}}(q_{1}(f))(0){\overset {\text{lineal}}{=}}0} y simétricamente tenemos que {\displaystyle (p_{1}(f))(u_{2})=0}, por lo que {\displaystyle \left\{{\begin{matrix}u_{1}\in \ker p_{2}(f)\\u_{2}\in \ker p_{1}(f)\end{matrix}}\right.} Como {\displaystyle u=u_{1}+u_{2}}, tenemos que {\displaystyle u\in \ker p_{2}(f)+\ker p_{1}(f)} y, como {\displaystyle u} era arbitrario, {\displaystyle \ker p(f)\subseteq \ker p_{1}(f)+\ker p_{2}(f)}. {\displaystyle (\oplus )} Queremos ver que la suma es directa {\displaystyle \Leftrightarrow \ker p_{1}(f)\cap \ker p_{2}(f)=\{0\}}. Sea, pues, {\displaystyle u\in \ker p_{1}(f)\cap \ker p_{2}(f)} y queremos ver que necesariamente {\displaystyle u=0}. Aplicando {\displaystyle (*)}, {\displaystyle u=(q_{1}(f))((p_{1}(f))(u))+(q_{2}(f))((p_{2}(f))(u)){\overset {u\in \ker p_{1}(f)\cap \ker p_{2}(f)}{=}}(q_{1}(f))(0)+(q_{2}(f))(0){\overset {\text{lineal}}{=}}0+0=0} Por lo que la suma es directa. Paso inductivo. Sea {\displaystyle r\geq 3} y supongamos el enunciado del teorema cierto para {\displaystyle r-1}. Tenemos que {\displaystyle p={\underset {p_{1}}{\underbrace {p_{1}} }}{\underset {\bar {p_{2}}}{\underbrace {p_{2}\dots p_{r}} }}=p_{1}{\bar {p_{2}}}} Como para {\displaystyle i\neq j}, {\displaystyle \operatorname {mcd} (p_{i},p_{j})=1}, tenemos que {\displaystyle \operatorname {mcd} (p_{1},{\bar {p_{2}}})=1{\overset {{\text{Caso }}r=2}{\Rightarrow }}\ker p(f)=\ker p_{1}(f)\oplus \ker {\bar {p_{2}}}(f)}. Pero, por hipótesis de inducción, {\displaystyle \ker {\bar {p_{2}}}(f)=\ker p_{2}(f)\oplus \dots \oplus \ker p_{r}(f)}. Por tanto, por estas dos últimas igualdades, {\displaystyle \ker p(f)=\ker p_{1}(f)\oplus \ker p_{2}(f)\oplus \dots \oplus \ker p_{r}(f)\quad \square } |

Como corolario de este teorema tenemos que {\displaystyle E} se puede descomponer como suma directa de subespacios {\displaystyle f}-invariantes, pues basta coger {\displaystyle p\in \mathbb {K} [t]} anulador de {\displaystyle f}. El polinomio característico, por ejemplo, por el teorema de Cayley-Hamilton. Así, {\displaystyle \ker p(f)=\ker 0=E} y, por el teorema anterior, {\displaystyle E=\ker p_{1}(f)\oplus \dots \oplus \ker p_{r}(f)} y cada uno de esos núcleos es {\displaystyle f}-invariante, por ser el núcleo de un polinomio aplicado a {\displaystyle f}.